# Mallosiola
Mallosiola is een kevergeslacht uit de familie van de boktorren (Cerambycidae). De wetenschappelijke naam van het geslacht werd voor het eerst geldig gepubliceerd in 1895 door Semenov.

## Soorten
Mallosiola is monotypisch en omvat slechts de volgende soort:
- Mallosiola regina (Heyden, 1887)